# کلیترال (مینه‌سوتا)
کلیترال، مینه‌سوتا (به انگلیسی: Clitherall, Minnesota) یک شهر در ایالات متحده آمریکا است که در مینه‌سوتا واقع شده‌است.

## خصوصیات
کلیترال ۰٫۵۲ کیلومترمربع مساحت و ۱۱۲ نفر جمعیت دارد و ۴۱۱ متر بالاتر از سطح دریا واقع شده‌است.